# Правоотношение
Правоотноше́ние — правовое отношение между субъектами права, то есть участниками по поводу объекта, при котором возникают права и обязанности.
Правовые отношения — возникающие на основе норм права волевые общественные отношения, участники которых имеют субъективные права и юридические обязанности. 

## Элементы правоотношения
Любое правоотношение представляет собой сложное правовое явление. Оно состоит из трёх необходимых элементов:
1. субъекты правоотношения;
2. объект правоотношения;
3. содержание правоотношения:
  - субъективные права и обязанности сторон правоотношения;
  - юридические факты жизни.

### Субъекты правоотношения
Участники правоотношений именуются субъектами правовых отношений. Это социально-правовые единицы, между которыми складываются отношения. То есть это лица, наделённые правами и обязанностями; это непосредственные участники правоотношения.
Правоотношение — индивидуализированное общественное отношение, то есть отношение между конкретными лицами (гражданами, организациями, государством в лице государственных органов, субъектами федеративного государства, муниципальными образованиями). А также — между одним и тем же лицом, представляющим взаимоисключающие интересы различных своих правовых статусов. Связанными между собой субъективными правами и обязанностями, определяющими обеспеченную законом меру возможного и должного поведения. Возможность и долженствование реализуются в конкретных действиях, в реальном поведении.
Субъекты правовых отношений подразделяются на три категории:
1. Физические лица.
2. Юридические лица, как таковые.
3. Государство (лицом назвать его можно чисто условно). Правовыми статусами здесь являются так называемые ветви государственной власти, например:
  - Исполнительная власть;
  - Законодательная власть;
  - Судебная власть;
  - Муниципальные образования.

Физические лица это всегда только люди, они с правовой точки зрения характеризуются правоспособностью и дееспособностью. 
Юридические лица — коммерческие и некоммерческие организации всегда полностью правосубъектны, то есть они всегда обладают правоспособностью и дееспособностью в полной мере. Под юридическим лицом понимается организация, выступающая в гражданском обороте под собственным именем, имеющая на праве собственности или иных правах имущество, и может быть истцом и ответчиком в суде. 
Государственные и муниципальные органы являются частью аппарата по управлению государством. Государственные органы — это созданные в соответствии с законом структурные подразделения государственного аппарата, которые наделены своей компетенцией. Компетенция государственных органов определяется через их предметы ведения. В административном праве совокупность предметов ведения иногда также называют юрисдикцией. Органы государственной власти вне своей юрисдикции имеют статус юридического лица.
Одно и то же лицо, представляющее взаимоисключающие интересы различных своих правовых статусов, одновременно является несколькими различными субъектами правовых отношений.
Для того чтобы участвовать в правоотношениях, необходимо обладать правоспособностью. Правоспособностью участников гражданских правоотношений наделяет государство, признавая тем самым их в качестве субъектов права.
Для того чтобы своими действиями приобретать и осуществлять права, создавать для себя обязанности и исполнять их, субъекты правоотношений наделяются дееспособностью.
Иногда в научной литературе применяется термин «правосубъектность», объединяющий правоспособность и дееспособность. Правосубъектность определяется как «социально-правовая способность быть участником соответствующих правоотношений».

### Объект правоотношения
Вопрос об объекте правоотношения в правовой науке является дискуссионным. В целом, под ними понимают материальные и нематериальные блага, по поводу которых возникает правоотношение.
В юридической литературе предложен ряд различных определений объекта правоотношения.
- Одни авторы называют объектом «то, на что направлены субъективные права и юридические обязанности»[1][2],
- Другие — «то, по поводу чего складывается правоотношение»[3][4].

Причем нередко в оба эти выражения вкладывается один и тот же смысл. В ряде случаев тот внешний предмет, который является поводом установления правоотношения, может указывать и на направленность прав и обязанностей сторон. Более точным является следующее определение объекта правоотношения —

«это те явления (предметы) окружающего нас мира, на которые направлены субъективные юридические права и обязанности»

Объект правоотношения — всегда нечто внешнее к юридическому содержанию правоотношения, то есть то, что находится вне субъективных прав и обязанностей. Правоотношение существует в системе реальных жизненных явлений, предметов окружающего нас мира. При характеристике правоотношения как единства юридической формы и фактического содержания, мы уже включили в состав правоотношения субъектов, а также в качестве материального содержания — поведение людей. Теперь круг явлений окружающего нас мира, связанных с правоотношением, освещается еще шире — в поле зрения включаются явления (предметы), на которые направлены права и обязанности.
При этом следует подчеркнуть, что определенные явления (предметы) рассматриваются в качестве объектов именно применительно к правоотношениям. Причём в качестве объектов правоотношений выступают явления (предметы), которые признаны таковыми государством.
Например, в соответствии со ст. 128 ГК (Гражданского кодекса РФ) объектами гражданских прав (а значит, и гражданских правоотношений) являются вещи, включая деньги и ценные бумаги, иное имущество, имущественные права, работы и услуги, информация, результаты интеллектуальной деятельности, в том числе исключительные права на них (интеллектуальная собственность), нематериальные блага.
В юридической литературе наряду с другими теориями распространена теория «объекта-действия», согласно которой объектом правоотношения является волевое поведение обязанного лица.
Подытожив, можно сказать, что объектами правоотношений выступают явления (предметы) материального и духовного мира, способные удовлетворять потребности субъектов — интерес управомоченного. Обобщенно говоря — это разнообразные материальные и нематериальные блага.
Круг объектов правоотношения очерчивается через интерес управомоченного. Тем самым характеристика объекта согласуется с понятием субъективного права, важным моментом которого является интерес. Одновременно правоотношение «привязывается» к системе реальных жизненных отношений, к материальным и духовным ценностям общества. Различные блага (политические, духовные, личные, материальные), способные удовлетворять потребности людей, общества, оказываются вовлеченными в круг юридического анализа. И это позволяет с большей обстоятельностью рассмотреть «фактическую сторону» правоотношений, выяснить их реальную ценность и значение в жизни общества.
Вместе с тем, здесь необходим дифференцированный подход. Материальные и нематериальные блага, являющиеся объектами правоотношений, необходимо рассматривать в связи с поведением субъектов, то есть материальным содержанием правоотношения.
Поведение субъектов различно в правоотношениях активного и пассивного типов.
Общее определение объекта правоотношения как материальных и нематериальных (духовных) благ обогащает наши представления о правоотношениях, позволяет охарактеризовать их с новых сторон, а главное — «увязывает» существование правоотношений с системой материальных и духовных ценностей общества.
Вопрос об объекте имеет и практическое значение. В особенности это касается тех правоотношений, где материальные или нематериальные блага отделены от самого поведения субъектов. Здесь объекты (а в конечном счете связанные с ними волевые действия людей) могут получить самостоятельную, обособленную регламентацию в юридических нормах.
В частности, гражданско-правовое законодательство специально регламентирует правовой режим вещей как объектов права собственности; правовой режим объектов авторских и изобретательских прав; вопросы, связанные с результатом работ подрядчика по правоотношениям подряда и др. Гражданские правоотношения, заключение сделок, договоров, авторского, патентного и иных прав в России регулируются Гражданским кодексом РФ.
В ряде имущественных правоотношений с наличием объекта связывается существование самого субъективного права. В этих правоотношениях уничтожение или умаление объекта приводит к нарушению субъективного права и влечет за собой возникновение охранительных правоотношений, направленных на ликвидацию последствий правонарушения и на принятие мер воздействия к нарушителю. Например, при уничтожении объектов права собственности могут возникнуть уголовные и гражданские охранительные правоотношения, в рамках которых нарушитель несет уголовную и гражданскую ответственность.
Таким образом, применительно к правоотношениям, где имеется «отделимый объект», при решении юридических дел необходим в ряде случаев анализ объектов и тех юридических норм, которые регламентируют их правовой режим. Сложившееся в законодательстве и практике понятие «правового режима объектов» (вещей, продуктов духовного творчества, отделимых результатов работ) и отражает то влияние, которое оказывают свойства объектов на содержание прав и обязанностей.

### Содержание правоотношения
Из определения, данного в начале статьи, следует, что материальное содержание всякого правоотношения составляет то общественное отношение, которое им закрепляется. Другими словами, это 

«то фактическое поведение (действие и бездействие), которое управомоченный может, а правообязанный должен совершить»

Материальное содержание правоотношения складывается из 

«дозволенного поведения управомоченного и должного поведения правообязанного»

Правоотношение как правовое явление обладает и своим особым юридическим содержанием, которое воплощается в субъективных правах и обязанностях его участников. О. С. Иоффе обосновывает это следующим образом:

«Во-первых, юридическое содержание норм права представлено сформулированными в них общими правилами поведения, которые в правоотношении приобретают значение конкретных правил, адресованных его участникам. Но желательное и должное поведение участников правоотношения фиксируется в их субъективных правах и обязанностях.

Во-вторых, специфика того или иного явления, отличающая его от других, смежных явлений, заключается в его содержании. Но специфика правового отношения в том и состоит, что его участники выступают в качестве носителей прав и обязанностей.

В-третьих, содержание всякого явления должно сопутствовать ему от момента его возникновения до момента его исчезновения. Допустив противное, мы пришли бы к нелепому выводу о возможности существования бессодержательных явлений. Но именно права и обязанности его субъектов сопутствуют правоотношению непрерывно, а их изменение или прекращение влечет за собой изменение или прекращение самого правоотношения».

Разграничение в правоотношении юридического и материального содержаний позволяет понять механизм воздействий прав на общественную жизнь.
Точнее было бы рассматривать материальное и юридическое в содержании правоотношения как его (содержания) «элементы» или «стороны». Кроме того, то, что называется материальным и юридическим содержанием, с философских позиций само связано как форма и содержание (юридическая форма фактического общественного отношения, его материального содержания). Понятие «юридическое содержание» правоотношения, строго говоря, означает содержание юридической формы.
Составляющие юридического содержания правоотношений — его субъективные права (правомочия) и юридические обязанности.
Субъективные права и обязанности неразрывно связаны друг с другом. Они возникают одновременно, однако в дальнейшем содержание правоотношения может меняться: у участников правоотношения могут появиться новые права и обязанности.
В подавляющем большинстве правоотношений каждый из участников одновременно имеет права и несет обязанности. Однако в некоторых правоотношениях у управомоченного лица есть только субъективное право, а у обязанного лица — только субъективная обязанность.

## Виды правоотношений
По отраслевой принадлежности:
1. конституционно-правовые
2. гражданско-правовые
3. и т.д.

По правовой природе: 
1. частно-правовые
2. публично-правовые

По функциям права: 
1. регулятивные
2. охранительные
3. общерегулятивные

По характеру: 
1. материальные
2. процессуальные

По составу участников: 
1. простые (между двумя участниками)
2. сложные (между тремя и больше участниками)

По продолжительности существования:
1. кратковременные
2. долговременные

По степени определенности участников:
1. относительные (в них точно определены все стороны правоотношения: лица, управомоченные и лица обязанные)
2. абсолютные (в них точно определена только одна сторона – управомоченное лицо. Все остальные стороны правоотношения являются в данном правоотношении обязанными лицами. Они обязаны не препятствовать управомоченному лицу в осуществлении его субъективного права. Например: правоотношение собственности).